# Johanna I av Ponthieu
Johanna de Dammartin I av Ponthieu och Aumale, oftast kallad enbart Jeanne de Dammartin, född 1220, död 1279, var en drottning av Kastilien, gift med kung Ferdinand III av Kastilien. Hon var regerande fransk vasallgrevinna av Ponthieu och Montreuil 1251–1279, och regerande grevinna av Aumale 1263–1279. Hennes domäner delade efter hennes död, då hennes dotter Eleonora av Kastilien (1241–1290) efterträdde henne i Ponthieu och hennes sonson Jean I av Aumale i Aumale. 

## Biografi
Johanna var den äldsta dottern till Simon de Dammartin, greve av Ponthieu (1180 – 21 september 1239), och Marie I av Ponthieu av Montreuil (17 april 1199 – 1251). Hon hade ingen bror, och var därmed arvtagare till grevskapet Ponthieu efter sin mor och grevskapet Aumale från sin fars familj. 
Under år 1234 förekom hemliga underhandlingar om ett äktenskap med Henrik III av England. Aumale och Ponthieu låg respektive gränsade till Normandie, och skulle ge engelsmännen möjlighet att återigen erövra Normandie från fransmännen. Frankrikes regent Blanka av Kastilien förbjöd 1235 äktenskapet med hänvisning till att Simon enligt ett tidigare avtal behövde franskt tillstånd för att gifta bort sina döttrar och att hon skulle konfiskera hans domäner om han bröt avtalet, och säkrade dessutom påvens stöd för att vägra tillstånd till äktenskapet genom nödvändig dispens.  

### Drottning av Kastilien
I november 1235 avled Kastiliens drottning Elisabet av Hohenstaufen, och Berengaria I av Kastilien ville arrangera ett nytt äktenskap åt sin son Ferdinand III av Kastilien för att förhindra att han tog sig en mätress. Frankrikes kungamoder och Ferdinands moster Blanka av Kastilien föreslog då  Johanna som brud. Ett sådant äktenskap skulle hindra att Johannas domäner användes mot Frankrike. Det skulle dessutom förhindra dem från att bli en del av ett större rike, eftersom Ferdinand redan hade sju söner och ingen risk fanns för att en eventuell son skulle ärva både sin mors och fars riken. Förbindelsen var därför positiv för både Ponthieu-Aumale och Frankrike. 
Vigseln ägde rum i Burgos oktober 1237. Paret fick sju barn. Johanna åtföljde Ferdinand när han med sin armé belägrade Seville år 1248. År 1251 avled hennes mor, och Johanna blev regerande grevinna av Ponthieu och Montreuil. 

### Regeringstid
Ferdinand III avled 1252. Johanna kom i konflikt med sin styvson Alfonso X av Kastilien över sin inkomst som änkedrottning. Hon ska ha inlett ett förhållande med sin styvson prins Henrik och närvarat vid hemliga möten med honom och hans anhängare, där de misstänktes för att konspirera mot kungen. År 1254 arrangerades hennes dotter Eleonoras bröllop med Englands kronprins. Strax före bröllopet lämnade Johanna Kastilien och återvände till Ponthieu tillsammans med sin äldste son och arvinge Ferdinand. 
I Ponthieu upptog hon sin egen regering, och utnämnde sin son till sin medregent. Någon gång mellan maj 1260 och 9 februari 1261 gifte hon sig med adelsmannen Jean de Nesle, Seigneur de Falvy et de La Hérelle (död 2 February 1292). Paret fick inga barn. Båda hennes äldsta söner avled som tronarvingar, och hon utnämnde sin äldste sonson Jean till sin tronarvinge i Aumale, men arvslagarna gjorde det nödvändigt att utnämna hennes dotter till arvinge i Ponthieu. Johanna beskrivs som en slapphänt regent som ansamlade stora skulder under sin regering. Tiden 1274–1278 bodde hennes dotterdotter Joan av Acre hos henne och påstås ha blivit mycket bortskämd. Efter hennes död i Abbeville lämnades Ponthieu med enorma skulder som hennes dotter och arvtagare Eleonora och hennes make, kungen av England, tvingades betala snabbt och med stor besvär för att undvika konflikt med Frankrikes kung och Johannas sonson Jean, som var hennes arvtagare i Aumale.

## Barn
- Ferdinand II av Aumale (1239 – ca 1265)
- Eleonora (1241–1290) grevinna av Ponthieu
- Ludvig (1243 – ca 1275)
- Simon (1244–1244)
- Juan (1246–1246)